# Mouflets
Mouflets (titre en anglais : Monkeys) est un roman de Susan Minot publié originellement le 14 mai 1986.
La traduction française paraît le 26 août 1987 aux éditions Gallimard. Il reçoit le prix Femina étranger en 1987.

## Éditions
- Éditions Gallimard, coll. « Du monde entier », 1987,  (ISBN 9782070710829)
- Éditions Gallimard, coll. « Folio », no 2485, 1993,  (ISBN 9782070386239)